# Neuilly-en-Sancerre
Neuilly-en-Sancerre és un municipi francès, situat al departament de Cher i a la regió de Centre – Vall del Loira. L'any 2007 tenia 231 habitants.

## Demografia

### Població
El 2007 la població de fet de Neuilly-en-Sancerre era de 231 persones. Hi havia 103 famílies, de les quals 40 eren unipersonals (20 homes vivint sols i 20 dones vivint soles), 27 parelles sense fills, 24 parelles amb fills i 12 famílies monoparentals amb fills.
La població ha evolucionat segons el següent gràfic:
Habitants censats

### Habitatges
El 2007 hi havia 209 habitatges, 110 eren l'habitatge principal de la família, 85 eren segones residències i 14 estaven desocupats. 203 eren cases i 1 era un apartament. Dels 110 habitatges principals, 90 estaven ocupats pels seus propietaris, 17 estaven llogats i ocupats pels llogaters i 3 estaven cedits a títol gratuït; 12 tenien dues cambres, 20 en tenien tres, 31 en tenien quatre i 47 en tenien cinc o més. 66 habitatges disposaven pel capbaix d'una plaça de pàrquing. A 62 habitatges hi havia un automòbil i a 37 n'hi havia dos o més.

### Piràmide de població
La piràmide de població per edats i sexe el 2009 era:
| Homes | Edats   | Dones |
| ----- | ------- | ----- |
| 0     | 95 o +  | 0     |
| 0     | 90 a 94 | 0     |
| 0     | 85 a 89 | 4     |
| 4     | 80 a 84 | 0     |
| 16    | 75 a 79 | 4     |
| 8     | 70 a 74 | 4     |
| 4     | 65 a 69 | 8     |
| 8     | 60 a 64 | 4     |
| 16    | 55 a 59 | 12    |
| 8     | 50 a 54 | 4     |
| 4     | 45 a 49 | 0     |
| 16    | 40 a 44 | 12    |
| 8     | 35 a 39 | 12    |
| 0     | 30 a 34 | 0     |
| 0     | 25 a 29 | 12    |
| 4     | 20 a 24 | 0     |
| 0     | 15 a 19 | 4     |
| 8     | 10 a 14 | 8     |
| 16    | 5 a 9   | 8     |
| 8     | 0 a 4   | 4     |

## Economia
El 2007 la població en edat de treballar era de 140 persones, 100 eren actives i 40 eren inactives. De les 100 persones actives 81 estaven ocupades (41 homes i 40 dones) i 19 estaven aturades (8 homes i 11 dones). De les 40 persones inactives 16 estaven jubilades, 11 estaven estudiant i 13 estaven classificades com a «altres inactius».

### Ingressos
El 2009 a Neuilly-en-Sancerre hi havia 113 unitats fiscals que integraven 237,5 persones, la mediana anual d'ingressos fiscals per persona era de 14.925 €.

### Activitats econòmiques
Dels 14  establiments que hi havia el 2007, 2 eren d'empreses extractives, 2 d'empreses de construcció, 1 d'una empresa de comerç i reparació d'automòbils, 1 d'una empresa de transport, 1 d'una empresa d'hostatgeria i restauració, 1 d'una empresa d'informació i comunicació, 2 d'empreses de serveis, 2 d'entitats de l'administració pública i 2 d'empreses classificades com a «altres activitats de serveis».
L'únic servei als particulars que hi havia el 2009 era un restaurant.
L'únic establiment comercial que hi havia el 2009 era una joieria.
L'any 2000 a Neuilly-en-Sancerre hi havia 18 explotacions agrícoles que ocupaven un total de 495 hectàrees.

## Poblacions més properes
El següent diagrama mostra les poblacions més properes.